# Seny Dieng
Seny Timothy Dieng (ur. 23 listopada 1994 w Zurychu) - senegalski piłkarz pochodzenia szwajcarskiego, występujący na pozycji bramkarza w angielskim klubie Middlesbrough oraz w reprezentacji Senegalu. 
Zwycięzca Pucharu Narodów Afryki 2021. Został powołany na Mistrzostwa Świata 2022, jednak nie rozegrał żadnego spotkania.

## Kariera klubowa
Dieng karierę piłkarską rozpoczął w klubie Red Star Zürich. Następnie trafił do Grasshoppers Zürich. W latach 2012–2013 był z niego wypożyczony do FC Grenchen. W 2016 roku był zawodnikiem MSV Duisburg, następnie AFC Fylde, po czym został piłkarzem Queens Park Rangers. W latach 2017–2018 był z niego wypożyczany do amatorskich Whitehawk i Hampton & Richmond Borough. W sierpniu 2018 dołączył do Stevenage na zasadzie wypożyczenia do stycznia 2019. Zadebiutował w Stevenage w dniu 14 sierpnia 2018 w meczu Pucharu Ligi przeciwko Norwich City. 10 stycznia 2019 dołączył do zespołu Dundee na podstawie umowy wypożyczenia na pozostałą część sezonu 2018–19.
26 lipca 2019 Dieng ponownie został wypożyczony, tym razem do zespołu Doncaster Rovers z League One do 4 stycznia 2020. Zadebiutował w Doncaster Rovers w meczu Pucharu Ligi z Grimsby Town 13 sierpnia 2019.

## Kariera reprezentacyjna
W maju 2014 Dieng otrzymał pierwsze powołanie do pierwszej reprezentacji Senegalu na sparing z Kolumbią, jednak pozostał na ławce rezerwowych podczas meczu, który zakończył się wynikiem remisowym 2:2. W 2022 roku powołano go do kadry na Puchar Narodów Afryki 2021.